# Zgornje Selce
Zgornje Selce este o localitate din comuna Šentjur, Slovenia, cu o populație de 84 de locuitori.